# Get along
《Get along》於1995年5月24日發售，是林原惠和奧井雅美合唱的單曲。
由STAR CHILD發行，King Records發售（KIDA-107）

## 概要
- 為《秀逗魔導士》無印的主題曲，在該動畫的原聲帶中，收錄了動畫前段由莉娜的配音員林原惠所說的口白的專輯版本。
- 因兩首歌曲皆為合唱，所以皆沒有收錄至對方的原創專輯中，但奧井曾在演唱會獨唱，林原也在2006年發行的單曲《Meet again》中將合唱中奧井的部分重新錄製音源收錄。
- 「KUJIKENAIKARA!」有下川美娜和野川櫻一起翻唱過。
- Oricon單曲排行榜有8週進榜，最高名次為第36名。

## 收錄曲
1. Get along [4:06]
  - 作詞：有森聰美、作曲：佐藤英敏、編曲：大平勉、歌：林原惠・奧井雅美
  - 《秀逗魔導士》主題曲
2. KUJIKENAIKARA! [4:31]
  - 作詞：有森聰美、作曲：奧井雅美、編曲：矢吹俊郎、歌：林原惠・奧井雅美
  - 《秀逗魔導士》片尾曲
3. Get along（Off Vocal Version）
4. KUJIKENAIKARA!（Off Vocal Version）

## 收錄專輯
- Get along
《S-mode #1》（奥井雅美）
《秀逗魔導士MEGUMIX》（林原惠）
※ 原創專輯未收錄
- KUJIKENAIKARA!
《S-mode #1》
《秀逗魔導士MEGUMIX》
※ 原創專輯未收錄

## 關連項目
- Give a reason